# Liste over medicinalvirksomheder
Dette er en liste over medicinalvirksomheder, der både inkluderer selvstændige virksomheder og datterselskaber, der er store nok til at være notable på Wikipedia. Både aktive og lukkede virksomheder er inkluderet, samt firmaer, der var en del af en medicinalvirksomhed på et tidspunkt i historien, såfremt det har været til brug i mennesker (modsat til dyr). Listen inkluderer også firmaer der udvikler lægemidler og fremstiller og sælger råmaterialer.
Typer af firmaer som ikke er inkluderet:
- Apoteker
- Firmaer der ejer intellektuel ejendomsret til lægemidler
- Firmaer der er specialiseret i at indsamle, fraktionere og distribuere menneskeblod
- Selskaber der producerer medicinsk udstyr
- Selskaber der fremstiller ayurveda, homøopati, tradionel kinesisk medicin, urtemedicin og involveret i cannabisprodukter[flertydigt link ønskes præciseret]
- Contract Research, Contract Manufacturing and Contract Development og Manufacturing Organizations (CRO'er, CMO'er og CDMO'er)

## Liste over aktive firmaer
Dette er dynamisk liste, over den vil ikke kunne forventes at være 100% retvisende. Du kan hjælpe ved at tilføje selskaber, som mangler.

### #—A
- A. Nattermann (datterselskab under Sanofi; 1906– )
- AAH (1970s– )
- Abbott (1888– )
- AbbVie (2013– )
- Abiomed (datterselskab under Johnson & Johnson; 1981– )
- Abivax (2013– )
- Acadia (1993– )
- Acceleron (2003– )
- ACG Group (1961– )
- ACI Limited (konglomerat der inkluderer et medicinal-datterselskab; 1973– )
- ACME Laboratories (1954– )
- Acorda (1995– )
- ACT (2008– )
- Acura (1935–)
- Adcock Ingram (1890– )
- Advanced Accelerator Applications (2002– )
- Advanz (1963– )
- Advaxis (2006– )
- Aerie (2005– )
- Agios (2008– )
- Ajanta (1973– )
- Akbarieh (1890– )
- Alcon (tidligere datterselskab under Novartis; 2019– )
- Alembic (1907– )
- Alexion (datterselskab under AstraZeneca siden 2021; 1992– )
- Algeta (1997– )
- Alimera (2003– )
- ALK-Abelló (1923– )
- Alkaloid (konglomerat, der inkluderer en medicinalvirksomhed; 1936– )
- Alkem (1973– )
- Alkermes (1987– )
- Almirall (1943– )
- Alnylam (2002– )
- Alphapharm (1982– )
- Altana (kemivirksomhed, der har haft et medicinalafdeling; ????–2006)
- Alvogen (2009– )
- Alzheon (2013– )
- AMAG (1981– )
- Ameridose (2006– )
- Amgen (1980– )
- Amneal (2002– )
- Amphastar (2004– )
- Amrutanjan Healthcare (1893– )
- Angelini (1919– )
- Annexin (????– )
- Anthera (2004– )
- Antibiotice Iași (1955– )
- Aplia (bef 2009– )
- Apotex (1974– )
- Apricus (1987– )
- Arab Pharmaceutical Manufacturing (1962– )
- Arbutus (2007– )
- Arena (1997– )
- Array (datterselskab under Pfizer siden 2019; 1998– )
- Arrowhead (2004– )
- AryoGen (2009– )
- Aspen Pharmacare (farma holdingfirma; 1850– )
- Assertio (1995– )
- Astellas (2005– )
- Astex (1999– )
- AstraZeneca (1999– )
- aTyr (2005– )
- Aurobindo (1986– )
- Avax (bef. 2006– )
- Avella (1996– )
- Aventis (datterselskab under Sanofi; 1956– )

### B
- B. Braun (1839– )
- Barkat (2010– )
- Bausch & Lomb (datterselskab under Bausch Health; 1853– )
- Bausch Health (1959– )
- Bavarian Nordic (1994– )
- Baxter (1931– )
- Bayer (1863– )
- BCM (datterselskab under Fareva; 1991– )
- Beacon (2006– )
- Beam (2017– )
- Behestan Darou (2001– )
- BeiGene (2010– )
- Bengal Chemicals and Pharmaceuticals (1901– )
- Benitec (1997– )
- Berlin Chemie (1890– )
- Besins Healthcare (1885– )
- Beximco (1980– )
- Bharat Biotech (1996– )
- Bial (1924– )
- Biocon (1978– )
- BioCryst (1986– )
- Bioderma (1977– )
- Bio Farma (1890– )
- Biogen (1978– )
- Bioinvent (1983– )
- BioLineRx (2003– )
- BioMarin (1997– )
- bioMérieux (1963– )
- BiondVax (2003– )
- Bioverativ (2016– )
- Biovista (2005– )
- Bliss (1984– )
- Bluepharma (1990s– )
- Boehringer Ingelheim (1885– )
- Bosnalijek (1951– )
- Bracco (1927– )
- Bristol-Myers Squibb (1887– )
- BTG (1991– )

### C
- Cadila (1952– )
- Camurus (1991– )
- Canadian Plasma Resources (2012– )
- CanSinoBIO (2009– )
- Capsugel (1931– )
- Cassava Sciences (1998– )
- Catalent (2007– )
- Catalyst (2002– )
- Cathay Drug (1952– )
- Cederroth (1895– )
- Cel-Sci (1983– )
- Celesio (1835– )
- Celgene (1986– )
- Celltrion (2002– )
- Cencora (2001– )
- Century (1966– )
- Ceragenix (????– )
- Cerevel (2018– )
- CFR (1922– )
- Cheplapharm Arzneimittel (1998– )
- Chemidex (1981– )
- Chemxpert Database (2018– )
- Cheng Fong (Before 2016– )
- Chiesi (1935– )
- Chong Kun Dang (1941– )
- Chugai (1943– )
- CinnaGen (1994– )
- Cipla (1935– )
- Civica Rx (2018– )
- Clovis Oncology (2009– )
- Coco (2013– )
- Combe (1949– )
- Compugen (1993– )
- Concord (2000– )
- Cobel Darou (2001– )
- Corcept (1998– )
- Creative biomart (????– )
- Crookes Healthcare (datterselskab under Reckitt Benckiser; 1918– )
- CSL (1916– )
- CSL Behring (datterselskab under CSL; 1904– )
- CSPC (1992- )
- CSPC Zhongrun (1989– )
- CureVac (2000– )
- Cyclacel (1997– )
- Cytokinetics (1997– )
- CytRx (1985– )

### D-E
- Daewoong (1945– )
- Daiichi Sankyo (2005– )
- Danco (2000– )
- Darou Pakhsh (1956– )
- Dawa (1994– )
- Debiopharm (1979– )
- Dechra (1997- )
- Delix (2019– )
- Dentsply Sirona (1899– )
- Dermapharm (1991– )
- Deurali-Janta (1988– )
- Diamyd Medical
- Diffusion (2001– )
- Dishman Carbogen Amcis (1983– )
- Divi's Laboratories (1990– )
- Douglas (1967– )
- Dr. Reddy's Laboratories (1984– )
- Editas Medicine (2013– )
- Eisai (1944– )
- Elder (1989– )
- Eli Lilly and Company (1876– )
- Emcure (1983– )
- Emergent (1998– )
- EMS (1950– )
- Endo (1997– )
- Endocyte (1996– )
- Epitopoietic Research Corporation (2006– )
- Eskayef (1990– )
- Esperion (2008– )
- Esteve (1920– )
- Excision BioTherapeutics (2015- )
- Exelgyn (1997- )

### F—G
- Fabre-Kramer (1992– )
- Fareva (1985– )
- Faron (2003– )
- Fermentek (1995– )
- Ferring (1950– )
- FLAVORx (1995– )
- Flexion (2007– )
- Fortress (2006– )
- Fortune Pharmacal (1954– )
- Fosun (1994- )
- Fresenius (1912– )
- Fulhold (2014– )
- G.D. Searle (1888– )
- Galapagos NV (1999– )
- Galderma (1981– )
- Galenika (1945– )
- Gedeon Richter (1901– )
- Genentech (1976– )
- General (1984– )
- Genmab (1999– )
- Genset (1989– )
- Giaconda (2004– )
- Gilead (1987– )
- Glatt group (1954– )
- GlaxoSmithKline (1924– )
- GlaxoSmithKline Pakistan (2001– )
- Glenmark (1977– )
- Granules India (1984– )
- Green Cross (1967– )
- Grifols (1940– )
- Grindeks (1946– )
- Grünenthal (1946– )
- GSK (2000– )
- GTx (1997– )
- Guangzhou (1951– )
- GW (1998– )

### H—I
- HAL Allergy Group (1959– )
- Hanhong (2012– )
- Hanmi (1973– )
- Hansoh (1995– )
- Harbin (1988- )
- Harrow Health (2012– )
- Hebei Yuxing Bio-Engineering Co. Ltd (????– )
- Help Remedies (2008– )
- Himispherx (1990– )
- Herron (????– )
- Hetero Drugs (1993– )
- Hikma (1978– )
- Hindustan Antibiotics (1954– )
- Hisamitsu (1847– )
- Hospira (2004– )
- Hovid (1980– )
- Hovione (1959– )
- Huadong Medicine (1993– )
- Hypera (2001– )
- IFM (2015– )
- Immuron (bef 2005– )
- Incepta (1999– )
- Incyte (2002– )
- Indian Drugs and Pharmaceuticals (1961– )
- Intarcia (1995– )
- Intas (1984– )
- Intellia Therapeutics (2014– )
- Ionis (1989– )
- Ipca (1949– )
- Ipsen (1929– )
- ITH (2008– )

### J—L
- Jaber Ebne Hayyan (1960– )
- Janssen (1953– )
- Jazz (2003– )
- Jenapharm (1950- )
- Jiangsu Hengrui (1970- )
- Jilin Aodong Medicine (1993– )
- JN-International Medical Corporation (1998– )
- Johnson & Johnson (1886– )
- Jointown (1999- )
- Jones (1981– )
- Julphar (1980– )
- Kadmon (2009– )
- Kalbe Farma (1966– )
- Kamada (1990– )
- Kangmei (????– )
- KannaLife (2010– )
- Kentam Products Limited (????– )
- Kerala State Drugs and Pharmaceuticals Limited (1974– )
- Kimia Farma (1971– )
- Kinetic Concepts (pharma activities: 2008– )
- Kissei (1946– )
- Kite (2009– )
- Knight (1995– )
- Kunming (Before 2007– )
- Kyowa Kirin (1949– )
- Laboratoires Expanscience (1950– )
- Laboratoires Pierre Fabre (1951– )
- Laboratoires Servier (1954– )
- Laurus Labs (2005– )
- Lavipharm (1911– )
- Lawley (1995– )
- Leadiant (1957– )
- Leo (1908– )
- Lexicon (1995– )
- LIFSE (1947– )
- Ligand (1987– )
- Lijun (Before 2005– )
- Liminal (1988– )
- Lion (1918– )
- Locus (2015– )
- Loghman (1968– )
- Lundbeck (1915– )
- Lundbeck Seattle (2004– )
- Lupin Limited (1968– )

### M—N
- Mallinckrodt (1867– )
- MannKind Corporation (1991– )
- Mankind (1991– )
- Mapp (2003– )
- Martin Dow (1995– )
- McGuff (1979– )
- McNeil Consumer Healthcare (datterselskab under Johnson & Johnson; 1879– )
- Medac (1970– )
- Medherant (2015– )
- Medivir (1988– )
- Medochemie (1976– )
- Meiji Seika (1916– )
- Melinta (2000– )
- Melior Discovery (2005– )
- Menarini (1886– )
- Mentholatum (datterselskab under Rohto; 1889– )
- Merck & Co. (1891– )
- Merck Group (1668– )
- Meridian Medical Technologies (datterselskab under Pfizer; 1968– )
- Merrimack (2000– )
- Merz (1908– )
- Microgen (2003– )
- MindMed (2019– )
- Mitsubishi Tanabe (2007– )
- Mochida (1945– )
- Moderna (2010– )
- Molecular Partners (2004– )
- Mundipharma (1952– )
- Mustang (2015– )
- Myrexis (1999– )
- Myriad Genetics (1991– )
- Naari (2007– )
- Nanjing Ange (2003– )
- Napp (1923– )
- Natco (1981– )
- NatiVita (2012– )
- Nector (1995– )
- NeilMed (1999– )
- Neimeth (1997– )
- Nektar (1990– )
- Neurolixis (2011– )
- Neuropathix (bef 2016– )
- New England Compounding Center (1998– )
- NicOx (1996– )
- Nippon Kayaku (1916– )
- Nippon Soda (1920– )
- North China (1953- )
- Northwest Biotherapeutics (1998– )
- Norwich Pharma Services (1887– )
- NovaBay (2000– )
- Novartis (1996– )
- Novartis Gene Therapies (2012– )
- Novavax (1987– )
- Novo Nordisk (1923– )
- NovoBiotic (2003– )
- Noxxon (1997– )

### O-Q
- Ocean Biomedical (2019– )
- Octapharma (1983– )
- Olainfarm (1972– )
- Oncolytics (1998– )
- Ono (1717– )
- Onyx (1992– )
- Oramed (2006– )
- Orchid (1992– )
- Orexigen (2002– )
- Orexo (1995– )
- Organon & Co. (2020- )
- Orifarm (1994- )
- Orion (1965– )
- Orion (1917– )
- Ortho-McNeil (1993– )
- Otis Clapp (datterselskab under Medique; 1840–)
- Otsuka (1964– )
- Ovation (2000– )
- Oxford Biomedica (1995– )
- Oystershell NV (1979– )
- PainCeptor (2004– )
- Panacea Biotec (1984– )
- PATH (1977– )
- Patheon (1974– )
- Perrigo (1887– )
- Pfizer (1849– )
- Pfizer UK (datterselskab under Pfizer; 1952– )
- Pharmaceutical Product Development (1985– )
- Pharma Nord (1981– )
- Pharmacosmos (1965– )
- Pharmaniaga (1994– )
- Pharmascience (1983– )
- Pharmavite (susidiary of Otsuka; 1971– )
- Pharmstandard (2003– )
- Phoenix Pharmahandel (1994– )
- Phibro Animal Health (1946- )
- Photocure (1993– )
- Piramal Group (1984– )
- PKU Healthcare (1993– )
- Pluri (2001– )
- Portola (2003– )
- Prasco (2002– )
- Precision (2006– )
- Procter & Gamble (1837– )
- ProMetic Life Sciences (1994– )
- Promomed (2005– )
- ProQR (2012– )
- Protalix (1993– )
- Protein Sciences (datterselskab under Sanofi; før 2013– )
- Protek (1990– )
- Proteon (2001– )
- pSivida (before 2004– )
- Puma (2010– )
- Quantum (2004– )
- Quark (1993– )

### R—T
- R-Pharm (2001– )
- Ratiopharm (1974– )
- Reata (2002– )
- Recherche et Industrie Thérapeutiques (1945– )
- Reckitt (1999– )
- Recursion (before 2014– )
- Regeneron (1988– )
- Regulus (2007– )
- Renata (1993– )
- Repligen (1981– )
- Repros (datterselskab under Allergan, 1987– )
- Retrotope (2006– )
- Roche (1896– )
- Rohto (1949– )
- Romat (1992– )
- RosePharma (2003– )
- Rowell (1929– )
- RPG (1993– )
- Rubicon Research (1999– )
- Ryukakusan (1871– )
- Saidal (1984– )
- Salix (1989– )
- Salubris (1998– )
- Samsung Biologics (2011– )
- Sangamo (1995– )
- Sankogan (1319– )
- Sanofi (2004– )
- Santen (1890– )
- Sarepta (1980– )
- Sato (1939– )
- Seagen (1997– )
- SEPPIC (1943– )
- Serum Institute of India (1966– )
- Servier (1954– )
- Sanitas (1922– )
- Shanghai (1994- )
- Sheffield (1880– )
- Shenzhen Kangtai (1992- )
- Shionogi (1878– )
- Sido Muncul (1940– )
- SIGA (1995– )
- Sihuan (Before 2014- )
- Silence (1994- )
- Simcere (1995- )
- Sino (2000- )
- Sinopharm (1998- )
- Sinopharm Group (2003– )
- Sinovac (1999– )
- Smnith (1944– )
- Solopharm (2010– )
- Solvay (1863– )
- Somnogen Canada Inc (????– )
- Spark (2013– )
- Spectrum (before 2018– )
- Spotlight Innovation (pharmaceutical holding company; 2012– )
- Square (1958– )
- Stada Arzneimittel (1895– )
- Stallergenes Greer (2015– )
- SPC (1971– )
- Sphere Fluidics (2010– )
- Square (1958– )
- STADA Arzneimittel (1895– )
- Stiefel (datterselskab under GlaxoSmithKline; 1847– )
- Strides (1990– )
- Stryker (1941– )
- Sumitomo (2005– )
- Sun (1983– )
- Sunovion (formerly Sepracor) (1984– )
- Sutro (2003– )
- Swedish Orphan Biovitrum (2001– )
- Synthon (1991– )
- Taisho (1912– )
- Takeda (1781– )
- Taro (1950– )
- Tasly (1994– )
- Teijin (1918– )
- Temmler (1917– )
- Terapia Ranbaxy (1921– )
- Teva (1901– )
- Teva Active Pharmaceutical Ingredients (afdeling af Teva; 1935– )
- Teva Canada (1965– )
- Theramex (2018– )
- Theraplix (datterselskab under Sanofi; 1931– )
- Thornton & Ross (1922– )
- Tilray (2013– )
- TME (1997– )
- Tonix (2011– )
- Torque (1985- )
- Torrent (1959– )
- Transgene (1979– )
- Troikaa (1983– )
- TTK Group (1928– )
- Turing (2015– )

### U—Z
- UCB (1928– )
- Unichem (1944– )
- Unilab (1945– )
- Unilever (1929– )
- USV (1961– )
- Veloxis (1999– )
- Veranova (formerly MacFarlan Smith) (1815– )
- Vernalis Research (2018– )
- Vertex (1989– )
- Vianex (1971– )
- Viatris (2020– )
- ViiV Healthcare (2009– )
- ViroMed (1996– )
- Vivimed Labs (1988– )
- Weifa (1940– )
- Wilson Therapeutics (2012– )
- Wockhardt (1960s– )
- Wörwag (1971– )
- WuXi AppTec (2000– )
- Xiangxue (1986– )
- Yangtze River (1971- )
- Yuhan (1926– )
- Yunnan Baiyao Group (Before 2016– )
- Zambon (1906– )
- Zandu Realty (1910– )
- Zealand (1998– )
- Zentiva (1998– )
- Zeria (1955– )
- Zoetis (1952– )
- Zydus (1952– )
- Zymeworks (2003– )

## Liste over lukkede firmaer
Dette er dynamisk liste, over den vil ikke kunne forventes at være 100% retvisende. Du kan hjælpe ved at tilføje selskaber, som mangler.

### #—A
- 3M (midt-1960'erne til 2006; tidligere Riker Laboratories)
- Abraxis BioScience (2001–2010)
- Actavis (1984–2015)
- Actelion (1997–2017)
- Akorn (1971–2023)
- Allen & Hanburys (1715–1958)
- Allergan (1948–2015)
- Allergan (2013–2019)
- Allozyne (2005–2014)
- Alza (1968–2001)
- Ambit (c.2010–2014)
- Amersham plc (1946–2003)
- Amylin (1987–2012)
- Anacor (2002–2016)
- Angiotech (1992–after 2017)
- Antibe (2010–2024)
- Antikamnia (1890–1930)
- ApothéCure (1991–2013)
- Aptalis (2011–2014)
- ARIAD (1991–2017)
- Astra (1913–1999)
- Aurora (1995–2001)
- Australian Pharmaceutical Industries (1910–2022)
- Ayrton (1965–2020)

### B—D
- Barr (1970–2008)
- Baxalta (2015–2016)
- Beecham Group (1859–1989)
- Biolex (1997–2012)
- Bionova (1996–abt 2012)
- Biotie Therapies (1998–2016)
- Biovail (1991–2010)
- Biovest (–after 2017)
- Block Drug (1907–2001)
- Boehringer Mannheim (1817—1997)
- Bradley (1985–2008)
- British Biotech (1986–2003)
- Buckley's (1919–2002)
- Calcutta Chemical Company (1916–????)
- Cambridge Antibody Technology (1989–2007)
- CancerVax (1998–2005)
- Cangene (1984–2014)
- CareFusion (2009–2015)
- Celltech (1980–2004)
- Cephalon (1987–2011)
- Chiron Corporation (1981–2006)
- Chiroscience (1991–1999)
- Covidien (2007–2015)
- Crucell (2000–2010)
- Cubist (1992–2015)
- Cutter (1897–1974)
- Cynapsus (1984–2016)
- Dabur (1884–2008)
- Dawakhana Shifaul Amraz (1894–2000)
- Distillers (1942–1963)
- Drug Houses of Australia (1936–2006)

### E—L
- Élan (1969–2013)
- Empire (1959–1967)
- Epix (20??–2009)
- Farmitalia (1935–1978)
- F. H. Faulding & Co (1845–2005)
- Fisons (1843–1995)
- Forest (1956–2014)
- Galena (2006–2017)
- Genetics Institute (1980–1996)
- Genzyme (1981–2011)
- G.F. Harvey Company (1880–1958)
- GPC Biotech (1997–2009)
- Green Cross (1950–1998)
- Graceway (????–2011)
- H. K. Mulford (late 1880s–1929)
- Hafslund Nycomed (1986–1996)
- Hoechst (1863–1999)
- Horizon (2005–2023)
- Hospira (2004–2015)
- Human Genome Sciences (1992–2012)
- IL (????–2006)
- ImmunoGen (1981–2024)
- Immunomedics (1982–2020)
- Immutep (2001–2014)
- Institute for OneWorld Health (2000–2011)
- Insys (1990–2019)
- ISTA (1992–2012)
- James Woolley, Sons and Co. (1833–1962)
- Jenapharm (1950–2001)
- Jennerex (2003–2014)
- Jerini (1994–2009)
- Juno (2013–2018)
- King (1993–2010)
- Knoll (1886–1975)
- KV (1942–2009)
- Leiner Health Products (1973–2008)

### M—P
- Marathon (før 2015–efter 2017)
- Martek (1985–2011)
- Massone (virksomhed) (????- )
- Mayne (2005–2007)
- Maxygen (1997–2013)
- Medarex (1987–2009)
- Meda (1995–2016)
- MedImmune (1988–2019)
- Medivation (2004–2016)
- Meyer Brothers (1852–1981)
- Miles Laboratories (1884–1995)
- Movetis (2006–2010)
- Mylan (1961–2019)
- Nederlandsche Cocaïnefabriek (1900–1962)
- Nereus (1988–2012)
- Nuvelo (1992–2009)
- Nycomed (1874–2011)
- Omega (1987–2015)
- Opsona (2004–2019)
- Ortho (1931–1993)
- OSI (1983–2010)
- Par (1978–2015)
- Parke-Davis (1866–1970)
- PerseidJoint Venture (2009–2011)
- Pharmacia (1911–1995)
- Pharmacia & Upjohn (1995–2002)
- Plexxikon (2001–2011)
- Pliva (1921–2006)
- Poulenc Frères (1827–1928)
- PowderJect (1993–2003)
- Profound (1999–2008)
- Proteolix (2003–2009)
- Purdue (1892–2019)

### R—T
- Ranbaxy Laboratories (1961–2014)
- Reliant (????–2007)
- Renovo (1998–2011)
- Rhône-Poulenc (1928–1999)
- Roussel Uclaf (1911–1997)
- S. E. Massengill (1898–2011)
- Salix (1989–2015)
- Sanofi Pasteur (2004–2016)
- Santaris (2003–2023)
- Schering AG (1851–2006)
- Schering-Plough (1971–2009)
- Scioderm (2013–2015)
- Serono (1906–2006)
- Shire (1986–2019)
- Sigma Healthcare (1912–2010)
- Smith, Kline & French (1891–2000)
- Starwin (1960–2020)
- Sterling (1901–1994)
- Sucampo (1996–2018)
- Sumitomo Chemical (medicinalarbejde fra 1971–2005)
- Syntex (1944–1994)
- Tanox (1986–2007)
- Telesta (1979–2016)
- Tibotec (1994–2002)
- Trubion (1999–2010)

### U—Z
- Upjohn (1886–1995)
- Union de Pharmacologie Scientifique Appliquée (1935–1994)
- Vectura (1997–2021)
- Vernalis Group (1991–2003)
- Vernalis plc (2003–2018)
- ViroPharma (1994–2014)
- Warner Chilcott (1968–2013)
- Warner-Lambert (1955–2000)
- Wyeth (1860–2009)
- Zeneca (1993–1999)
- Zonite (1922–efter 1955)
- ZymoGenetics (1981–2019)